# Bois de Ploegsteert

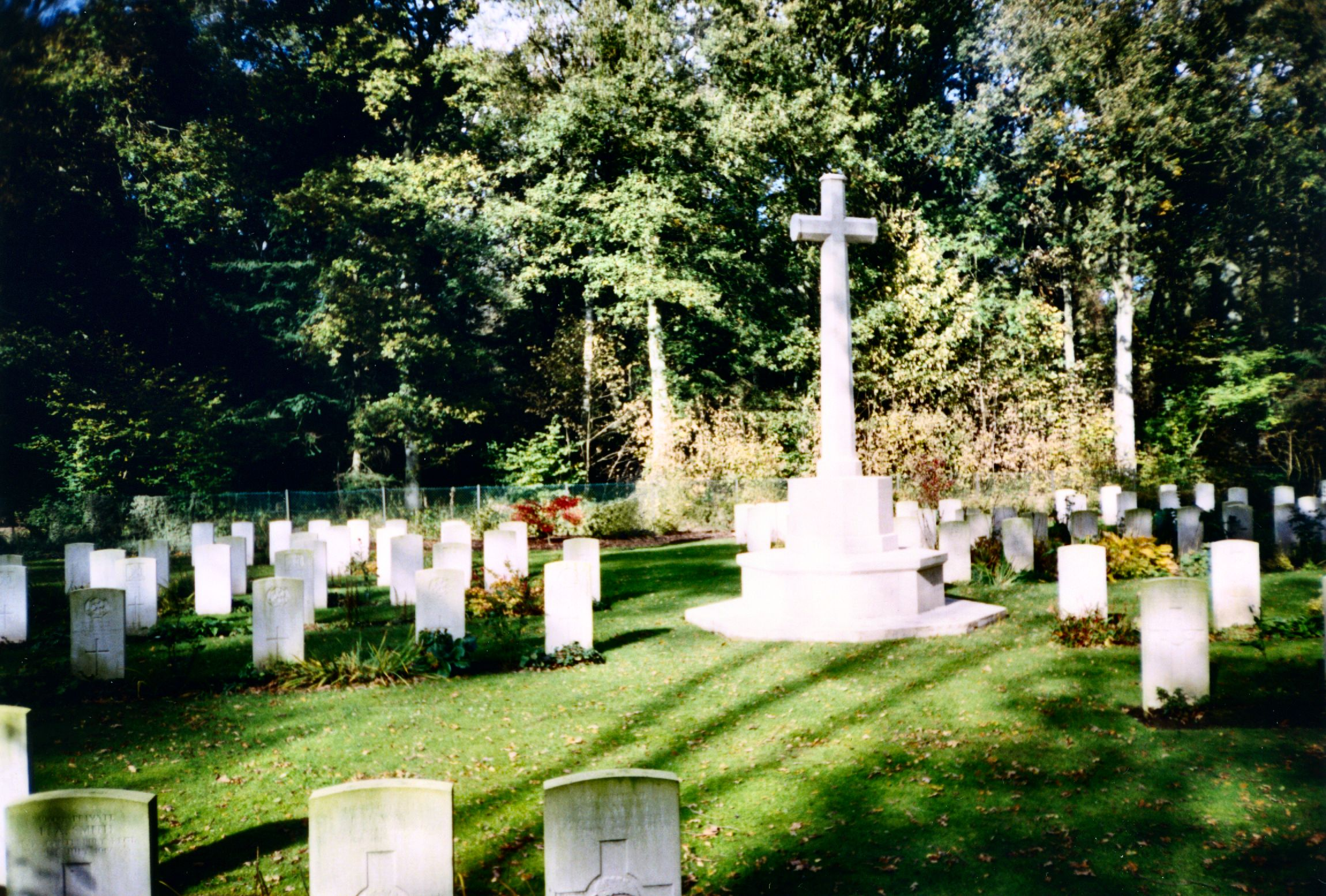
Cimetière militaire du bois de Ploegsteert.

Le bois de Ploegsteert, ou bois de la Hutte et du Gheer, est une forêt située près du village de Ploegsteert, dans la commune de Comines-Warneton, Wallonie, en Belgique. Il est situé au nord du centre du village et est l'une des plus grandes forêts contiguës de la région. La forêt se compose de deux parties principales. Un tronçon ouest, à l'est de la route de Ploegsteert à Messines, est le bois de le Hutte. Ce tronçon est situé sur le flanc sud du Rozenberg, qui culmine à plus de 60 mètres.
La partie orientale se trouve en partie sur le territoire de Ploegsteert et en partie sur le territoire de Warneton. Ce morceau s'appelle le bois du Gheer, du nom du hameau à la lisière orientale de la forêt. Cette forêt est située au sud de la crête, en terrain plat à un kilomètre et demi de la Lys. Il existe de nombreux cimetières militaires et vestiges de la Première Guerre mondiale dans la forêt. Les ruelles à travers les bois portent des noms qui font référence à une rue ou à un quartier de Londres, au Royaume-Uni, qu'ils ont reçus des soldats britanniques stationnés ici. Vous pouvez vous promener dans la forêt.

## Histoire
La zone forestière est visible sur la carte Ferraris des années 1770, avec le hameau de La Hutte à l'est. Pendant la Première Guerre mondiale, la forêt se situe en première ligne,. Au début de la guerre, il est occupé par les Britanniques qui le surnomment Ploegsteert Wood, puis Plug Street Wood ; en anglais, le lieu sera ensuite nommé Ploegsteert Wood Miltiary Cemetery. Plus tard, des parties ont été occupées par les Allemands et pendant l'offensive allemande du printemps, elles sont passées complètement aux mains des Allemands. À l'automne 1918, il est repris lors de l'offensive finale. La forêt possède encore plusieurs bunkers, cratères et traces de tranchées de la guerre. Winston Churchill, Adolf Hitler et Anthony Eden, entre autres, ont combattu ici au cours de la guerre.
En juillet 1955, juste à l'est de la forêt, une mine souterraine non explosée de la bataille des Mines de Messines explose.

## Cimetières militaires
Plusieurs cimetières militaires britanniques sont disséminés dans et autour de la forêt :
- Cimetière de la ferme Underhill
- Cimetière de Hyde Park Corner (Royal Berks)
- Extension du cimetière de Berks
- Cimetière militaire de la plage
- Cimetière militaire de Prowse Point, juste au nord des bois
- Cimetière de Mud Corner
- Cimetière de l'avenue de Toronto
- Cimetière militaire de Ploegsteert Wood
- Cimetière de la maison des fusiliers
- Cimetière du Lancashire Cottage, au sud des bois

L'extension du cimetière de Berks comprend le mémorial de Ploegsteert, à la mémoire de 11 117 Britanniques tombés au combat sans tombe connue.